# Юнгберг, Ханна
Ха́нна Кароли́на Ю́нгберг (швед. Hanna Ljungberg; род. 8 января 1979, Умео) — шведская футболистка, выступавшая на позиции нападающего. Наиболее известна по своим выступлениям за футбольный клуб «Умео» и национальную сборную Швеции.
Ханна не является родственником знаменитого шведского футболиста Фредрика Юнгберга.

## Карьера

### Клубная
Юнгберг выступала за такие клубы, как «Мариехем», «Суннано», «Умео». В составе последнего в 2002 году стала лучшей шведской футболисткой, завоевав «Diamantbollen». В этом же сезоне Юнгберг стала лучшим бомбардиром лиги, забив 39 мячей. Всего за «Умео» Ханна провела 227 матчей, забив 196 голов.
В 2003 году мужской футбольный клуб «Перуджа» из итальянской Серии A предлагал Ханне контракт.
17 мая 2007 год Ханна Юнгберг встала в ворота в матче Кубка Швеции с АИКом, заменив на 70-й минуте матча травмированного вратаря своей команды Каролу Сёберг. За оставшееся время Юнгберг не пропустила мячей.
В 2012 году окончила Университет Умео и получила диплом физиотерапевта.

### В сборной
Юнгберг дебютировала в сборной в возрасте 17 лет 6 февраля 1996 года в матче против сборной Испании. Всего за сборную провела 130 матчей, забив 72 гола.

## Достижения

### Индивидуальные
- «Diamantbollen» (1): 2001/02
- Лучший бомбардир чемпионата Швеции по футболу среди женщин (1): 2001/02 (39 голов)
- Игрок года ФИФА: 3-е место (2002/03)

### ФК Умео
- Чемпионат Швеции: семикратный чемпион (2000, 2001, 2002, 2005, 2006, 2007, 2008)
- Кубок Швеции: четырёхкратный чемпион (2001, 2002, 2003, 2007), двукратный финалист (2005, 2006)
- Суперкубок Швеции: двукратный чемпион (2007, 2008), финалист (2009)
- Лига чемпионов УЕФА: двукратный чемпион (2002/03, 2003/04), трёхкратный финалист (2001/02, 2006/07, 2007/08)

### Сборная Швеции
- Чемпионат мира: серебряный призёр (2003)
- Чемпионат Европы: серебряный призёр (2001), двукратный бронзовый призёр (1997, 2005)
- Кубок Алгарве: чемпион (2001), трёхкратный бронзовый призёр (2002, 2006, 2007)